# Sidi Bou Rouis (délégation)
Sidi Bou Rouis est une délégation tunisienne dépendant du gouvernorat de Siliana.
En 2004, elle compte 15 712 habitants dont 7 668 hommes et 8 044 femmes répartis dans 3 065 ménages et 3 216 logements.